# Chieming
Chieming – miejscowość i gmina w południowo-wschodnich Niemczech, w kraju związkowym Bawaria, w rejencji Górna Bawaria, w regionie Südostoberbayern, w powiecie Traunstein. Leży około 9 km na zachód od Traunsteinu, nad jeziorem Chiemsee.

## Dzielnice
- Chieming
- Hart
- Ising
- Oberhochstätt

## Demografia
| Rok  | Liczba mieszk. |
| ---- | -------------- |
| 1970 | 3 344          |
| 1987 | 3 685          |
| 2000 | 4 308          |
| 2005 | 4 475          |

### Struktura wiekowa
Dane o ludności z 31 grudnia 2008:
| Opis                                | Ogółem | Ogółem | Kobiety | Kobiety | Mężczyźni | Mężczyźni |
| ----------------------------------- | ------ | ------ | ------- | ------- | --------- | --------- |
| Jednostka                           | osób   | %      | osób    | %       | osób      | %         |
| Populacja                           | 4527   | 100    | 2370    | 52,35   | 2157      | 47,65     |
| Wiek przedprodukcyjny (0–17 lat)    | 823    | 18,18  | 412     | 9,1     | 411       | 9,08      |
| Wiek produkcyjny (18–65 lat)        | 2785   | 61,52  | 1435    | 31,7    | 1350      | 29,82     |
| Wiek poprodukcyjny (powyżej 65 lat) | 919    | 20,3   | 523     | 11,55   | 396       | 8,75      |

## Polityka
Wójtem gminy jest Benno Graf z UW, rada gminy składa się z 16 osób.
|      | CSU | SPD | UW | BBWG | Zieloni/BF | Razem |
| 2008 | 5   | 1   | 7  | 1    | 2          | 16    |
| 2002 | 7   | 1   | 6  | 2    | -          | 16    |

## Oświata
W gminie znajdują się 3 przedszkola, szkoła podstawowa połączona z Haputschule (19 nauczycieli, 329 uczniów) oraz gimnazjum z 40 nauczycielami i 531 uczniami.